# Elías Sapag
Elías Sapag (Mayrouba, 1911 - Buenos Aires, 1993) fue un comerciante, empresario y político argentino de origen libanés. Fue uno de los cofundadores del Movimiento Popular Neuquino.

## Biografía
Nació en Mayrouba, Líbano, el 5 de agosto de 1911. Emigró a la República Argentina junto a sus padres, Cannan y Nazira Jalil en el año 1913, instalándose en la ciudad de Zapala. Volvió al Líbano con su abuelo a la edad de 9 años, allí se educó y regresó a la Argentina a la edad de 18 años para ayudar a sus padres y hermanos y forjar su porvenir. Se nacionalizó argentino.

## Su vida empresarial
Fue pionero en Cutral Có, instalando un comercio de ramos generales y luego se convirtió en la primera autoridad municipal, de ese pueblo que estaba naciendo en el año 1933.
Junto a sus hermanos Felipe Sapag, Amado Sapag y José Sapag, fundó la empresa Sapag Hnos en el año 1949, siendo proveedores del Ejército Argentino y Yacimientos Petrolíferos Fiscales y de muchas empresas petroleras que utilizáron el producto principal, la baritina, mineral que fuera empleado en las tareas de perforación de los pozos de petróleo.

## Movimiento Popular Neuquino
En el año 1961 creó con sus hermanos y muchos otros políticos peronistas de la provincia del Neuquén al Movimiento Popular Neuquino, desafiando a la proscripción y son considerados a partir de esa acción como fundadores del neoperonismo. Fue presidente del M.P.N desde la creación hasta el año 1985, lo sucedió su hermano Felipe y él es nombrado por la Convención del partido presidente honorario, cargo que ocupó hasta su muerte y fue dado a su persona únicamente.

## Senador Nacional
Fue el Senador nacional que más años ejerció esa representación de la República Argentina, los periodos fueron 1963 al 1966, de 1973 al 1976, y su periodo final, desde el 10 de diciembre de 1983, hasta su fallecimiento el 21 de junio de 1993.

## Su familia
Su esposa fue Alma Cavallo y le dio siete hijos, Carlos Natalio Sapag, Roberto Sapag, Felipe Rodolfo Sapag, Luz María Sapag, Elías Alberto Sapag, Jorge Augusto Sapag y Alma Sapag. Dos de éstos fueron Senadores de la Nación Argentina, Felipe Rodolfo y Luz María. Esta última fue tres veces Intendente de San Martín de los Andes hasta su fallecimiento, Felipe Rodolfo también fue vicegobernador y Jorge fue Gobernador de la Provincia de Neuquén, desde el 10 de diciembre de 2007, hasta diciembre del 2015 (con una reelección en 2011).